# Katherine Grant
Katherine Grant (1 de mayo de 1904-2 de abril de 1937) fue una actriz estadounidense

## Primeros años y carrera
Nacida en Los Ángeles, California, el 1 de mayo de 1904, Grant era la segunda hija de John Edward Grant y Anita May Whiteman. Su padre nació en Hulme, Lancashire, Inglaterra, en 1877, y su familia emigró a Estados Unidos a principios de la década de 1880. Conoció en Los Ángeles a Anita Whiteman, nacida en 1878 en Pensilvania, y se casaron el 20 de abril de 1900. Tuvieron su primer hijo, un varón llamado Chester Lonzelle Grant el 23 de agosto de 1901.
John Grant era carpintero y probó suerte en otros oficios. Sus constantes cambios de empleo causaron inestabilidad en la vida de su familia. Él y Anita se divorciaron en 1919, y él se trasladó a San Francisco con su hijo Chester, de 18 años. Grant siguió viviendo en Los Ángeles con su madre (que se volvió a casar en 1920 con Frederick W. Kerr, trabajador de la construcción). John murió el 14 de septiembre de 1921, a la edad de 43 años. Su ocupación en el momento de su muerte era la de vendedor de automóviles.
Poco después de cumplir los 18 años en 1922, animada por su madre, Grant se presentó y ganó el "Miss Los Angeles Beauty Contest". Hal Roach le ofreció un contrato y comenzó su carrera cinematográfica, apareciendo en pequeños papeles en varias comedias de Our Gang.
Como "Miss Los Angeles", Grant se presentó al concurso Miss América en Atlantic City, Nueva Jersey.

## Enfermedad y muerte
En diciembre de 1925, Grant fue víctima de un accidente en el que fue atropellada y se dio a la fuga. Como "se comprobó que sufría mucho más de lo que parecían justificar sus leves contusiones", fue tratada en el Hospital de Hollywood durante un tiempo antes de ir a casa de un amigo para guardar reposo. Durante el descanso, el estudio la liberó de su contrato.
En mayo de 1926, se descubrió que Grant estaba ingresada en un sanatorio, bajo el nombre falso de Ruth Woods para evitar la publicidad, al cuidado de un médico que atribuyó su estado directamente al accidente. El Dr. Victor Parkin, psiquiatra, dijo que sufrió un shock por el accidente y que, tras varios meses, el shock la lanzó a una crisis nerviosa y física. Decretó que era imperativo un periodo prolongado de "tranquilidad y reposo absolutos o la vida de la chica corría peligro". Hal Roach sugirió que la llevaran a un sanatorio "donde pudiera descansar por completo... y donde no tuviera acceso ni siquiera a sus amigos íntimos, quienes, con buenas intenciones, podrían perjudicar sus posibilidades de recuperación". Los estudios Roach pagaron todos los gastos.
Hal Roach sólo tenía elogios para Grant como actriz, diciendo que era "una de las más ávidas estudiantes de la técnica cinematográfica" desde el momento en que la contrató por cinco años dos años antes. Y añadió: "Se desenvolvió a la perfección y, en mi opinión, se convirtió en la actriz más competente de la profesión. Habíamos llegado a esperar grandes cosas de ella y para ella hasta que ocurrió esto".
La madre de Grant, Anita Grant Kerr, hizo sus propios comentarios sobre el estado de su hija. "Algunas de las cosas que se han dicho sobre ella me rompen el corazón. Es sólo una niña enferma, su enfermedad no tiene ningún misterio". Continuó diciendo: "Katherine trabajó duro en las fotos, y luego se lesionó en el accidente. Terminó dos películas después, pero fue demasiado". Poco después, la Sra. Kerr se llevó a Grant a casa y el Dr. Parkin siguió cuidándola.
Con el tiempo, el estado de Grant empeoró y necesitó cuidados completos, algo que su madre ya no podía proporcionarle. Fue ingresada en el Hospital Estatal Patton, en el condado de San Bernardino, donde vivió el resto de su vida. Murió, como Katherine Kerr, el 2 de abril de 1937, a la edad de 32 años. Según su certificado de defunción, la causa principal de la muerte fue tuberculosis pulmonar, con una causa contribuyente dada como demencia praecox psicosis.
El 5 de abril, tras un servicio funerario en la funeraria W.A. Brown de Los Ángeles, fue enterrada en el Evergreen Cemetery. Su tumba se encuentra en la Sección E, Lote Resub 120. En agosto de 2016 Jessica Keaton, que dirige un blog dedicado a las estrellas del cine mudo, colocó una lápida en su tumba
Grant fue mencionada en el número de enero de 1929 de la revista Photoplay. El artículo, "Diet - The Menace of Hollywood", de Katherine Albert, decía: "La Miss Los Angeles de hace unos años era Kathryn [sic] Grant. Se aseguró una carrera cinematográfica cuando le dieron un contrato a largo plazo con el Hal Roach Studio. Guapa, con talento... pero con sobrepeso. Debía perder peso. Tenía que perder kilos. Se sometió a una dieta tan extenuante que sufrió un colapso y fue ingresada de urgencia en un sanatorio. Hoy no se la ve en el cine. Hollywood la ha olvidado. Se ha retirado por completo del mundo del cine".

## Filmografía parcial
| - Saturday Morning (1922) - The Cobbler (1923) - The Noon Whistle (1923) - White Wings (1923) - Under Two Jags (1923) - Pick and Shovel (1923) - Collar and Cuffs (1923) - Kill or Cure (1923) - Gas and Air (1923) - Oranges And Lemons (1923) - A Man About Town (1923) | - Roughest Africa (1923) - The Soilers (1923) - Scorching Sands (1923) - Frozen Hearts (1923) - Seeing Nellie Home (1924) - Why Men Work (1924) - Sheiks in Bagdad (1925) - Isn't Life Terrible? (1925) - Ridin' Thunder (1925) - His Wooden Wedding (1925) - What's the World Coming To? (1926) |